# Anisolabis scotti
Anisolabis scotti е вид насекомо от семейство Anisolabididae. Видът е застрашен от изчезване.

## Разпространение
Разпространен е в Сейшели.